# Ertil (město)
Ertil (rusky Эртиль) je město ve Voroněžské oblasti v Ruské federaci. Při sčítání lidu v roce 2010 měl přes jedenáct tisíc obyvatel.

## Poloha a doprava
Ertil leží uprostřed Ocko-donské nížiny na řece Ertilu, levém přítoku Biťugu v povodí Donu. Od Voroněže, správního střediska oblasti, je vzdálen přibližně 225 kilometrů východně a severovýchodně od něj prochází hranice s Tambovskou oblastí.
Do města vede třicet kilometrů dlouhá vlečka ze stanice Oborona na trati z Grjazi do Volgogradu.

## Dějiny
Ertil byl založen v roce 1897 v souvislosti s výstavbou cukrovaru. Městem je od roku 1963.